# بان أم الرحلة 103

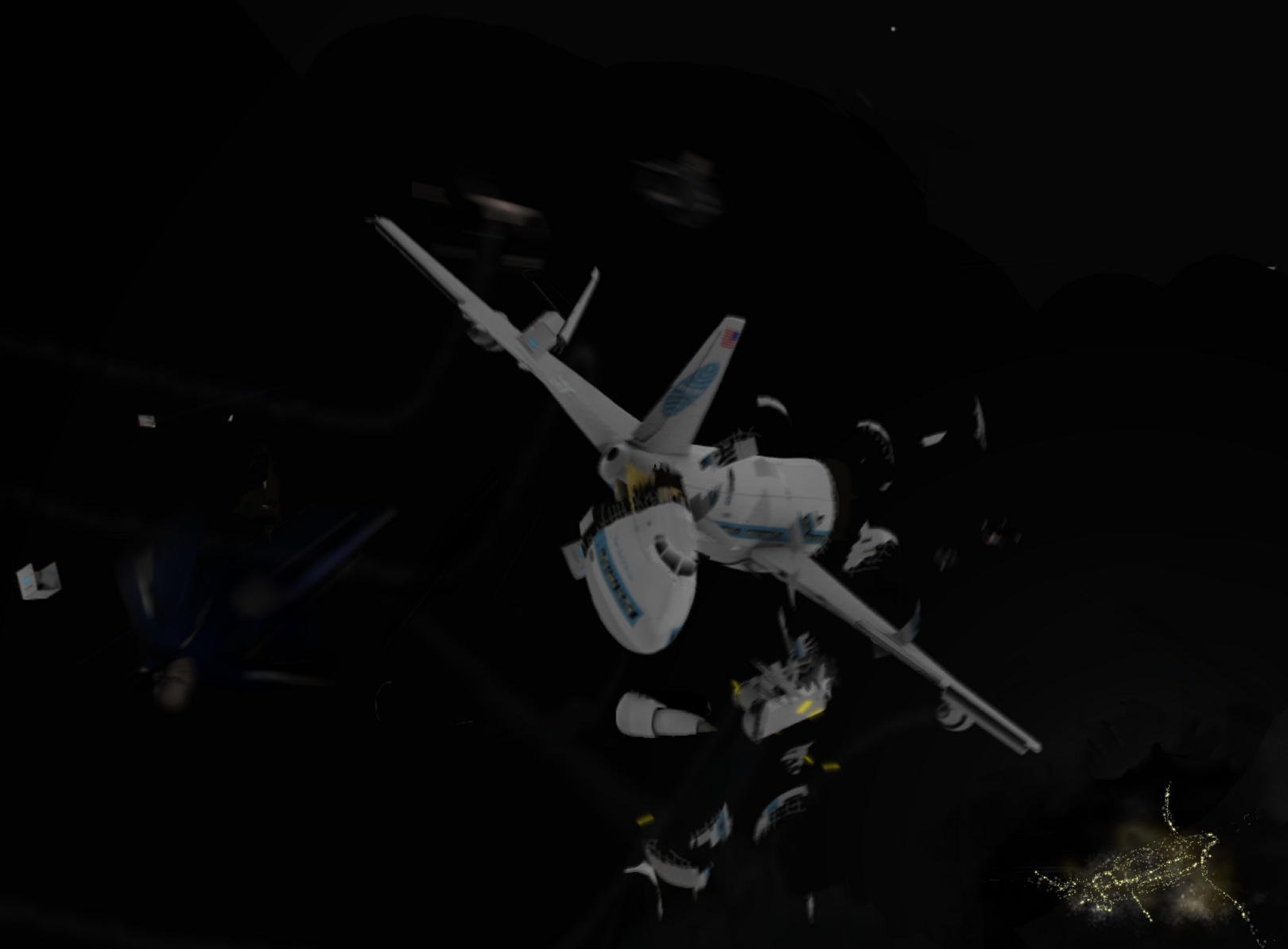

قضية لوكربي هي قضية جنائية ترتبت على سقوط طائرة ركاب أميركية تابعة لشركة طيران بان أمريكان أثناء تحليقها فوق قرية لوكربي في اسكتلندا سنة 1988. عقب إجراء تحقيق مشترك مدته ثلاث سنوات من قبل شرطة دامفريز وغالواي و‌مكتب التحقيقات الفيدرالي الأمريكي (إف بي آي)، أصدر أوامر بالقبض على اثنين من الرعايا الليبيين في نوفمبر 1991. في عام 1999، قام الزعيم الليبي العقيد معمر القذافي بتسليم الرجلين للمحاكمة في كامب زايست، هولندا بعد مفاوضات مطولة وعقوبات الأمم المتحدة. وفي عام 2001، حكم على ضابط الاستخبارات الليبية عبد الباسط المقرحي بالسجن مدى الحياة بعد إدانته بـ270 تهمة قتل تتصل بالتفجير. في أغسطس 2009، أفرجت عنه الحكومة الاسكتلندية لأسباب إنسانية بعد إصابته بسرطان البروستاتا. وتوفي في مايو 2012، بعد أن كان الشخص الوحيد الذي تمت إدانته بالهجوم. وقد أكد باستمرار على براءته.
في عام 2003، قبل القذافي المسؤولية عن تفجير لوكربي ودفع تعويضات لأسر الضحايا، على الرغم من أنه أصر على أنه لم يعطي الأمر بالهجوم. خلال الحرب الأهلية الليبية عام 2011، أدعى مسؤول حكومي سابق أن الزعيم الليبي شخصيًا أمر بالتفجير، على الرغم من أن هذا الأمر قد تم نفيه في وقت لاحق.

## أحداث

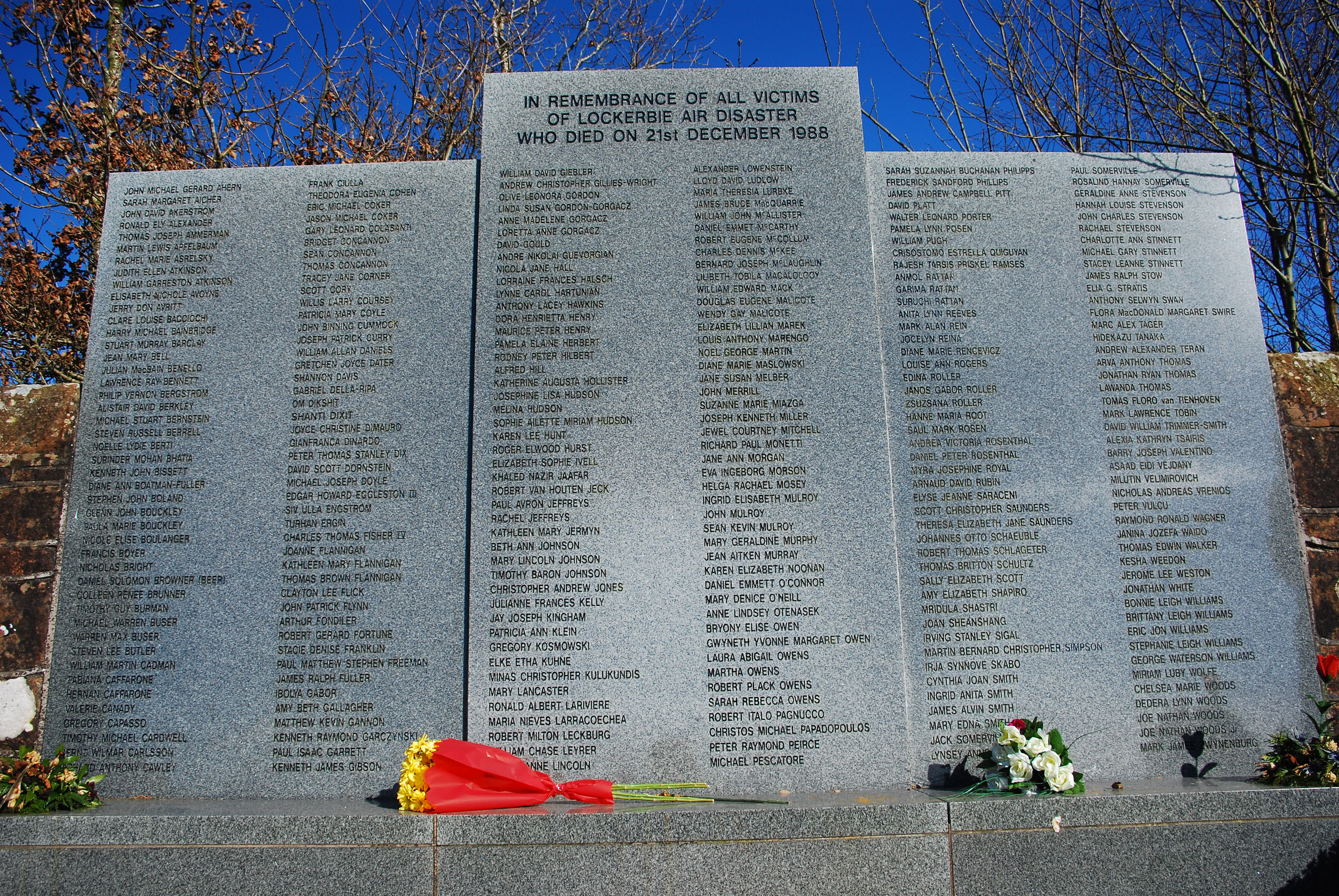
النصب التذكاري للضحايا

في يوم الأربعاء 21 ديسمبر 1988 انفجرت الطائرة البوينغ 747، التابعة لشركة بان أمريكان أثناء تحليقها فوق قرية لوكربي، الواقعة في مدينة دمفريز وغالواي الاسكتلندية غربي إنجلترا.
وقد نجم عن الحادث مقتل 259 شخصاً هم جميع من كان على متن الطائرة و11 شخصاً من سكان القرية حيث وقعت.
بعد تحقيقات ليست معلنة، وبعد تكهنات من وسائل الإعلام، تم تدوير المسؤلية بين دول مختلفة، يجمع بينها رابط العداء لأمريكا، وحركات تحرير تضعها أميركا في خانة المنظمات الارهابية.
قامت عائلات ضحايا لوكربي بتأسيس مجموعة ضغط فعالة ذات صوت عال وتنادي بالقبض على مرتكبي الجريمة وبالعقوبات وبأي شيء من شأنه تطبيق عدالة ما.
وبعد سنوات من التحقيق تنقلت الاتهامات شرقاً وغرباً وفق مصالح الطرف القوي الولايات المتحدة، وقد ألقيت المسؤولية أولاً على منظمة فلسطينية، ثم على سوريا، وبعدها على إيران، وأخيراً توصلت الاستنتاجات والتحقيقات إلى ليبيا.
وبالتزامن صدر في الولايات المتحدة الأميركية وبريطانيا في 13 نوفمبر 1991 أمر بالقبض على مواطنين ليبيين اشتبه في مسؤليتهما عن تفجير الطائرة؛ كونهما يعملان بمكتب شركة الخطوط الجوية الليبية بمطار لوقا بمالطا وقيل أن بمعرفتهما تم شحن حقيبة تحتوي على متفجرات.
على الفور رفضت ليبيا الطلب وبدأ القضاء الليبي التحقيق في الاتهام، وأوقف المواطنان الليبيان، وطلب من الدولتين تقديم ما لديهما من أدلة ضدّهما.
أصرت الدولتان على طلبهما ورفضت ليبيا الاستجابة، لما رأته -حسب ما أعلنته- من اتهامات باطلة تثيرها الدولتان دون توفّر أية أدلة لديهما.

## المحكمة
عندما أحست الدولتان أن ثغرة قد فتحت في جدار العقوبات المتصدع، قبلتا في 24 أغسطس 1998 بمحاكمة الليبيين في بلد ثالث هو هولندا حيث وافقت ليبيا.
وبعد اجراءات استمرت فترة بدأت المحاكمة بهيئة مؤلفة من 3 قضاة، واستمرت لمدة 84 يوما من المرافعات القانونية. وفي 31 يناير 2001 أدانت المحكمة أحد المتهمين استنادًا إلى قرائن ظرفية وبرأت الآخر.
حُكِمَ على المقرحي في 31 يناير 2001 بالسجن المؤبد إثر إدانته بالتورط.
في نوفمبر (تشرين الثاني) 2003، قررت المحكمة العليا في اسكتلندا أن على المقرحي أن يمضي 27 عامًا على الأقل في السجن قبل أن يحظى بالإفراج المشروط، وقد قضى فترة سجن طويلة معتقلاً في سجن قرب غلاسغو إلى أن تم الإفراج عنه لأسباب صحية فقط حيث أنه مصاب بمرض سرطان البروستاتا وتمت إعادته إلى ليبيا دون تبرئته.
وعلى خلفية هذا الحكم دخلت الدولتان في مفاوضات مع ليبيا أسفرت عن الوصول إلى تسوية تدفع بموجبها ليبيا تعويضات إلى أسر الضحايا وتعلن مسؤليتها عن أعمال موظفيها، وهو ما تم بالفعل. وعلاقة الدولتين وليبيا الآن على درجة من الوئام لم تعرف منذ زمن، وقد ترأس لجنة المفاوضات عن الجانب الليبي عبد العاطي إبراهيم العبيدي رئيس الوزراء ووزير الخارجية الأسبق والذي كان عند بداية القضية مندوب ليبيا في الجامعة العربية وسفير ليبيا في تونس.
في إطار المفاوضات الليبية لإطلاق سراح عبد الباسط المقرحي فقد زارت دعد شرعب مستشارة الزعيم الليبي معمر القذافي المقرحي في سجنه في إسكتلندا ثلاثة مرات.

## الأدلة الجديدة بعدثورة 17 فبراير
ذكرت صحيفة إكسبريسين ديلي السويدية أن وزير العدل الليبي مصطفى محمد عبد الجليل (الذي استقال من منصبه يوم الاثنين 21 فبراير 2011 احتجاجًا على العنف الذي مارسته السلطات الليبية ضد معارضيها أثناء اندلاع ثورة 17 فبراير) قال أنه يملك أدلة على أن معمر القذافي هو من «أعطى الأمر» بتفجير طائرة الركاب الأمريكية «بان آم» فوق قرية لوكربي باسكتلندا عام 1988 والذي أودى بحياة 270 شخصًا.
غير أن الصحيفة لم تذكر شيئا عن تلك الأدلة في المقابلة التي نشرتها على موقعها الإلكتروني يوم الأربعاء 23 فبراير 2011. واكتفت الصحيفة بأنها نقلت عن عبد الجليل قوله أن معمر القذافي فعل كل ما في وسعه لإعادة «عميل المخابرات السري السابق عبد الباسط المقرحي إلى ليبيا، لإخفاء دوره في إصدار الأمر بالتفجير».

## الإفراج عن المقرحي
أفرجت الحكومة الاسكتلندية يوم 20 أغسطس 2009 عن الليبي عبد الباسط المقرحي المدان في تفجير لوكربي عام 1988 لأسباب إنسانية
ولقد تم استقبال المقرحي استقبال الأبطال عند وصوله لمطار طرابلس العالمي وقد توفي عبد الباسط المقرحي في 20 مايو 2012.